# Ougenweide
Ougenweide est un groupe de folk rock allemand, originaire de Hambourg. Son style musical est d'inspiration médiévale.

## Biographie

### Débuts
Un groupe prédécesseur existait à la fin de 1969, composé de Frank Wulff, Michael Steinbeck, Jürgen Isenbart et Brigitte Blunck. Ougenweide est formé au printemps 1970 à Hambourg. Dès le début, le groupe se fixe comme objectif (notamment) de créer de nouveaux chants et poèmes médiévaux, le thème n'ayant jamais été strictement limité au Moyen Âge. Le groupe porte le nom de la chanson éponyme de Neidhart von Reuental, sa première composition conjointe avec Ougenweide. Sa première apparition publique s'effectue en 1971 lors d'un festival scolaire. Stefan Wulff et Olaf Casalich deviennent membres du groupe peu de temps après. À partir de là, ils se nomment Ougenweide.
Les multi-instrumentistes Olaf Casalich, Wolfgang von Henko, Frank Wulff, son jeune frère Stefan Wulff et Jürgen Isenbart enregistrent en 1973, avec le producteur Achim Reichel, leur premier album Ougenweide, qui fait aussi participer les chanteurs Renée Kollmorgen et Brigitte Blunck. Après le départ de Blunck et avant la sortie de l'album, le groupe recrute en septembre de la même année, la chanteuse Minne Graw. Peu de temps après, Renée Kollmorgen part également, faisant de Graw la seule voix féminine du groupe. 

### 1974–1979
Après l’album All die weil ich mag, sorti en 1974, le groupe effectue quelques apparitions avec des musiciens et groupes connus tels que Fairport Convention, Steeleye Span, Planxty, Amazing Blondel, Alan Stivell et Konstantin Wecker. Le poète et écrivain Peter Rühmkorf et le réalisateur Gerd Zenkel réalisent la même année, en coopération avec le groupe, un téléfilm sur la vie de Walthers von der Vogelweide. Un an plus tard, le groupe sort deux albums.

## Discographie
- 1973 : Ougenweide
- 1974 : All die weil ich mag
- 1976 : Ohrenschmaus
- 1976 : Eulenspiegel
- 1978 : Frÿheit
- 1979 : Ousflug
- 1980 : Ja-Markt
- 1981 : Noch aber ist April
- 1996 : Sol